# Philodromus coachellae
Philodromus coachellae este o specie de păianjeni din genul Philodromus, familia Philodromidae, descrisă de Schick, 1965. Conform Catalogue of Life specia Philodromus coachellae nu are subspecii cunoscute.